# 송정천 (철마)
송정천(松亭川)은 부산광역시 기장군 철마면 송정리의 송정저수지에서 발원하여 서류하다가, 수영강으로 흘러드는 강이다. 2011년 금정구에서는 수영강의 상류이자 철마천의 하구인 회동지에서 이 강까지 3.5km구간의 하천 생태를 복원하였다.